# Euturneria specialis
Euturneria specialis är en fjärilsart som beskrevs av Turner 1947. Euturneria specialis ingår i släktet Euturneria och familjen mätare. Inga underarter finns listade i Catalogue of Life.